# Jakob de Monte

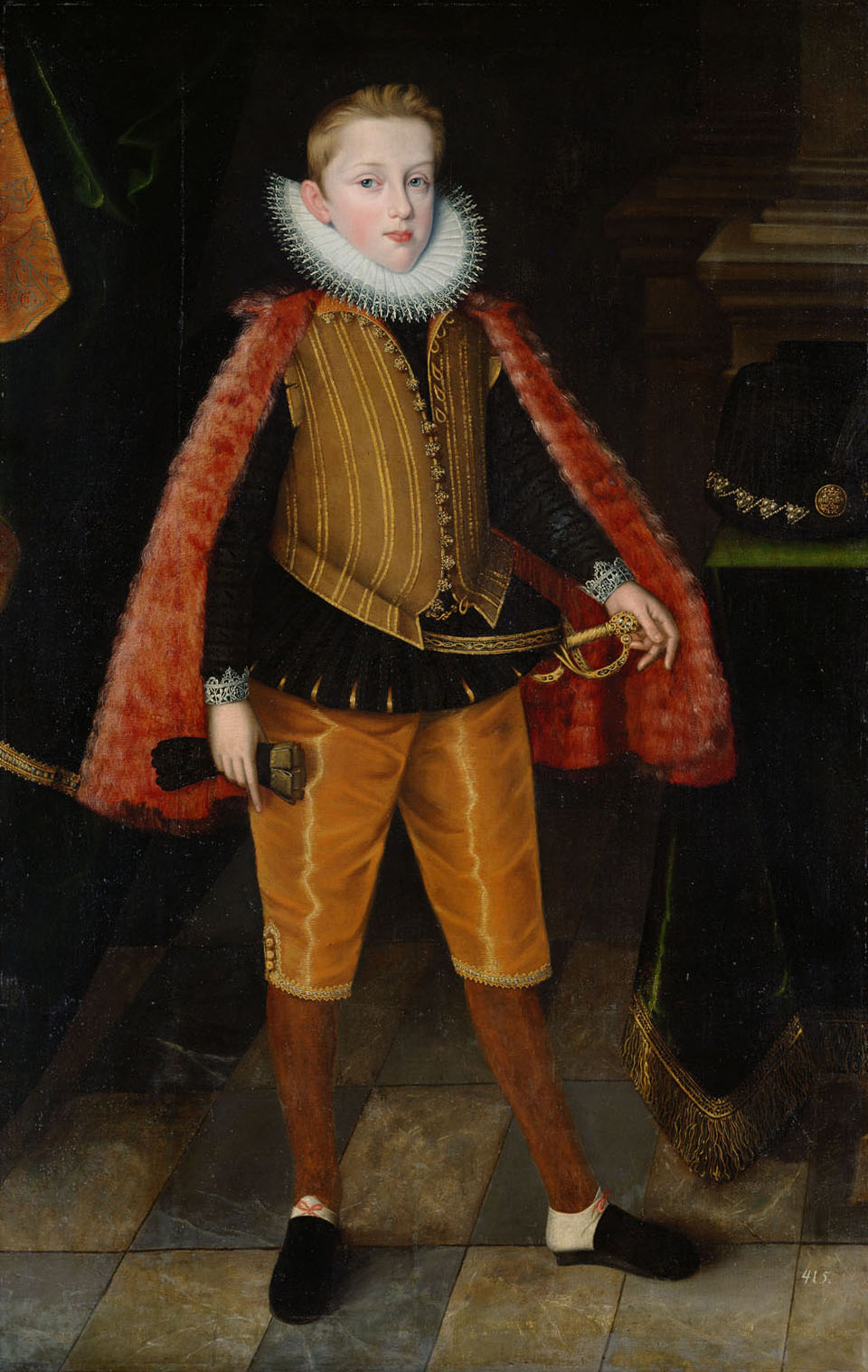
El emperador Fernando II (1578-1637) a la edad de catorce años de cuerpo entero, óleo sobre lienzo, 160 x 102 cm, Viena, Kunsthistorisches Museum, en depósito en Innsbruck, Schloss Ambras.

Jakob de Monte o Giacomo de Monte, fallecido en Graz en 1593, fue un pintor austriaco. 
Retratista de la reina Isabel de Francia, viuda y retirada en Viena, entre 1587 y 1591 trabajó como pintor de cámara del archiduque Ernesto de Austria, gobernador regente de Austria Interior durante la minoría de su primo Fernando II de Habsburgo.
En 1591 fue contratado por María de Baviera, viuda del archiduque Carlos II de Estiria, para pintar su epitafio con el retrato de la familia conservado en la catedral de Graz, del que existe copia en pergamino en Klosterneuburg. Durante los dos años posteriores pintó una serie de retratos de cuerpo entero de los hijos de María y Carlos, de los que han llegado al menos el de Fernando II de Habsburgo, futuro emperador, a la edad de catorce años, y el de Gregoria Maximiliana (1581-1597) a la edad de once o doce años (Kunsthistorisches Museum, en depósito en el Palacio de Ambras), además del atribuido de Anna de Austria-Estiria (1573-1598) de aproximadamente nueve años conservado en el Monasterio de las Descalzas Reales de Madrid donde —posiblemente ya en el siglo XVIII— se transformó en un retrato a lo divino, agregando a la figura infantil los atributos de santa Dorotea. De una variante de estos retratos, de solo media figura como el de Catalina Renata del Kunsthistorisches Museum, se hicieron copias en 1595 para ser enviadas a la familia de la archiduquesa en la corte de Múnich y son actualmente propiedad de las Colecciones de Pintura del Estado Bávaro.